# ماهنامه افترنون
ماهنامه افترنون (月刊アフタヌーン Gekkan Afutanūn) نام یک ماهنامه سینن مانگای ژاپنی است که از ۲۵ ژانویه ۱۹۸۶ توسط انتشارات کودانشا به چاپ می‌رسد. در هر شماره به‌طور معمول حدود سی داستان در حال ادامه توسط نویسندگان مختلف، و به تعداد ۸۰۰ صفحه چاپ می‌شود. در شماره مجله اکتبر ۲۰۰۸، یک مجله مشتق با عنوان «گود! افترنون» برای راه‌اندازی رونمایی شد.

## برخی از مجموعه‌های مانگا در ماهنامه افترنون
- ۵ سانتی‌متر در ثانیه
- آه خدای من
- او و گربه‌اش
- باغی از کلمات
- بلیم!
- توکو
- تیغه جاودانه
- توهم بهشتی
- حماسه وینلند
- دوست‌دختر اسرارآمیز ایکس
- سرزمین رخشان
- شیدونیا نو کیشی
- کیسیجو
- گانکوتسو
- عدن: این یک دنیای پایان‌ناپذیر است!
- محل قرار روزهای اول آشنایی
- موشی‌شی
- هوشی نو کوئه